# Jarbas Anacleto Porto
Jarbas Anacleto Porto (Caruaru, 17 de fevereiro de 1921 – Rio de Janeiro, 8 de setembro de 2006) foi um médico brasileiro.
Foi eleito membro da Academia Nacional de Medicina em 1985, da qual foi presidente de 1997 a 1999.